# Киевская верфь
Киевская верфь — обобщающее название ряда судо- и кораблестроительных верфей древних киевлян, существовавших в разные периоды истории Киева на территории города или его окрестностей. Территориально строительство различных плавсредств было сосредоточено:
а) строительство боевых кораблей и крупных (по меркам того времени) торговых судов — в устье р. Лыбеди, вблизи легендарной крепости известной в византийских источниках как Самбатас, около которой находился пункт базирования древнерусского флота, стояли ладьи и происходило укомплектование морских отрядов для походов на Царьград и в другие регионы,
б) малотоннажных плавсредств торгово-промыслового и пассажирского судоходства — в районе Выдубичей (от Бусова поля ближе к Днепру), само название которых ряд историков и краеведов трактует как указание на производственный профиль местных мастеров, а именно производство однодеревок (или «моноксилов» как их называли византийцы) методом выдалбливания из стволов прочных пород дерева (корабельного леса),
способ организации производства на которых, по всей видимости, имел сезонный характер, — до и после оледенения берегов, — то как постоянно (круглогодично) действующее кораблестроительное предприятие, киевская верфь (конкретно под таким названием) функционировала с петровских времён и занималась строительством лёгких парусно-гребных кораблей для Российского императорского флота.